# 1981 - 1985
1981 - 1985 è un album raccolta dell'Hardcore punk band udinese Eu's Arse.

## Tracce
Lato A
1. Eu's Arse
2. Oi For Punk, Oi For Skin
3. E noi?
4. Attacca le menti
5. Eu's Arse
6. Ribelle
7. Lui decide
8. Attacco
9. Io non sarò colpevole
10. Schiavi e padroni
11. Combattili

Lato B
1. Attacco
2. L'omosessualità non è un reato
3. Cibernauti
4. E noi?
5. Fino a quando?
6. Servitù militari
7. Corruzione statale
8. Quando la musica morirà
9. Pioggia di sangue
10. Carne sull'asfalto